# Issaq
Els isaaq, isaq, ishaak o isaac (somali: Reer Sheekh Isxaaq; àrab: بني إسحاق, Banī Isḥāq) és un dels principals clans somalis. Descendeixen d'un ancestre comú anomenat Sheikh Isaaq bin Ahmed al-Hashimi.
La majoria viu al nord-oest de Somàlia, a Somalilàndia, república que és considerada sovint com l'estat dels issaq. Viuen també a Djibouti, Ogaden i el Iemen. Formen la majoria de la població a les grans ciutats de Somalilàndia: Hargeisa, Burco o Burao, Berbera, i Ceerigaabo.